# Alkany

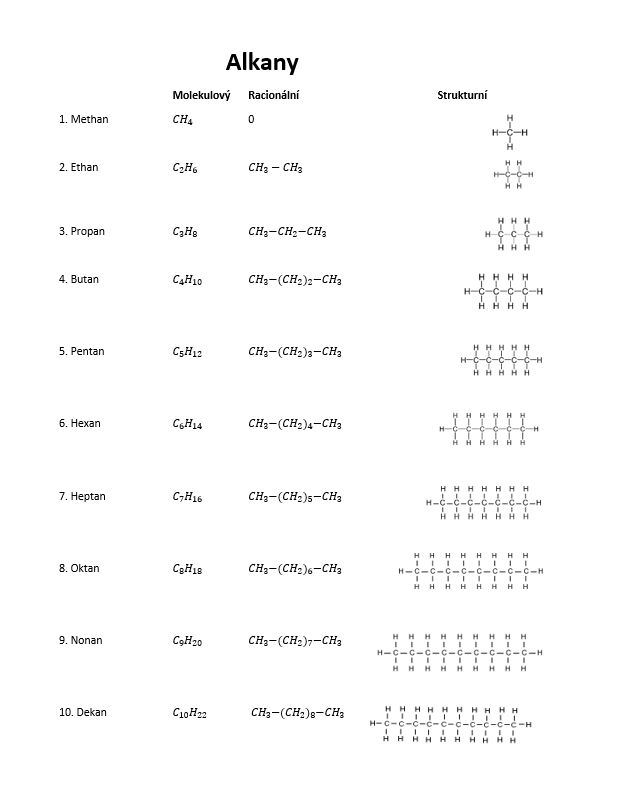
Tabulka prvních 10 alkanů

Alkany jsou nasycené uhlovodíky s molekulou bez násobných vazeb (dvojných a/nebo trojných) mezi atomy uhlíku (v uhlíkovém řetězci). Alkany také patří mezi alifatické sloučeniny, tj. neobsahují aromatické cykly. Dříve se alkany nazývaly též parafíny.

## Struktura alkanů
Uhlíkový skelet (kostra) alkanů může být lineární, bez rozvětvení, nebo se může libovolně větvit a vytvářet tak velké množství různých izomerů. Toto větvení může nastat poprvé u alkanu se čtyřmi uhlíkovými atomy v molekule, u kterého můžeme pozorovat dva různé konstituční izomery.
U alkanu s pěti uhlíkovými atomy již máme tři konstituční izomery
u šestiuhlíkového pět, u sedmiuhlíkového devět, u osmiuhlíkového již 18, u dalších 35, 75, 159, 355 atd. Počet teoreticky možných izomerů s počtem uhlíků stoupá téměř geometrickou řadou.
S přidáním jednoho uhlíkového atomu do molekuly alkanu musíme současně přidat i dva další atomy vodíku; proto obecný sumární vzorec pro alkany je možno zapsat jako CnH2n+2. Pokud při tomto přidávání atomů nedojde k rozvětvení uhlíkového skeletu, dostaneme řadu sloučenin velice podobných strukturou a tedy i jejich chemickými a fyzikálními vlastnostmi, které se mění prakticky monotónně (např. roste jejich bod varu); tuto řadu nazýváme homologická řada alkanů.

## Geometrie molekul alkanů

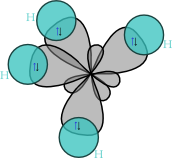
sp^{3}-hybridizace v methanu

Prostorová stavba molekul alkanů může být fenomenologicky vysvětlena na základě hybridizace orbitalů atomů uhlíku. Jeden orbital typu 2s s kulovou symetrií a tři orbitaly typu 2p s lineární symetrií, vzájemně k sobě kolmé, vytvoří čtyři nové identické hybridizované orbitaly označované jako sp3. Aby mohly být identické, nemohou být již na sebe kolmé, ale jejich osy musí mít symetrii pravidelného čtyřstěnu (tetraedru); atom uhlíku je v těžišti tohoto tělesa. Osy orbitalů proto vzájemně svírají úhel 109,47°.
Překryvem (lineární kombinací) dvou orbitalů sp3 dvou uhlíkových atomů vznikne mezi nimi jednak vazebný σ orbital, obsazený dvěma elektrony sdílenými sousedními atomy, jednak antivazebný orbital σ*, který je v základním stavu prázdný. Podobně může vzniknout σ-orbital překryvem sp 3 orbitalu uhlíkového atomu a 1s orbitalu atomu vodíkového.
V případě překryvu orbitalů uhlíkových atomů vzniká chemická vazba C—C typu σ, jejíž průměrná délka v alkanech je 154 pm (tj. 1,54×10−10 m); σ-vazba C—H je kratší a v průměru je dlouhá 109 pm.

### Konformace alkanů

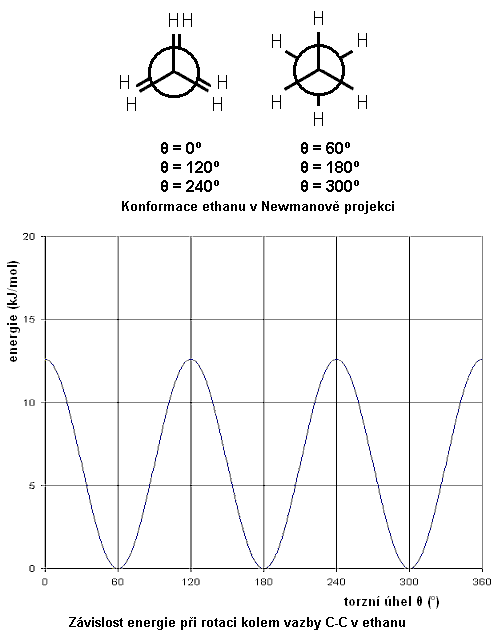
Konformace ethanu

S výjimkou methanu, který má jen jeden uhlík, se můžeme u vyšších alkanů setkat s další prostorovou různorodostí, spojenou se skutečností, že jednotlivé části molekul se mohou kolem vazeb C—C mezi sousedními uhlíky téměř volně otáčet. Tyto různé prostorové konfigurace molekul obecně nazýváme konformace a molekulu, zaujímající určitou konformaci nazýváme konformer. Počet různých konformací u takových molekul je velmi veliký (v prvním přiblížení nekonečný), protože úhly natočení podle vazeb C—C se mohou (téměř) spojitě měnit. Protože však mezi některými konformery existuje energetický rozdíl, ustavuje se mezi nimi rovnováha, v niž jsou energeticky výhodnější konformery zastoupeny více než jiné.

#### Konformace ethanu a propanu
Například u ethanu (viz obrázek) můžeme kolem jediné vazby C—C otáčet methylové skupiny CH3 proti sobě tak, že se mění úhel θ, zvaný torzní úhel, který svírají roviny C—C—H a H—C—C definované vodíky na sousedních uhlících. Protože se vodíkové atomy vzájemně odpuzují, je potenciální energie konforméru s θ = 0° („zákrytová“ konformace) vyšší, než v případě hodnoty úhlu θ = 60° (nezákrytová konformace) a to o 12,6 kJ/mol. Proto za normální teploty většina molekul ethanu (až 99 %) bude mít konformaci blízkou hodnotám úhlu θ = 60°, 180° nebo 300° (v rozmezí ±30°), přičemž všechny tyto tři konformace budou energeticky rovnocenné.
Tepelná kinetická energie molekul za normální teploty (20 °C) je 3,7 kJ/mol, tedy srovnatelně velká s energetickou bariérou, bránící volné rotaci kolem vazby C—C. Proto za těchto podmínek jeden konformer spontánně přechází v jiný, přičemž doba, potřebná pro přechod (přetočení) z jedné konformace do druhé je řádově 10−11 s.
Podobná situace je i u dalšího homologu, u propanu.

#### Konformace vyšších alkanů
U vyšších homologů alkanů již obecně nejsou konformace odpovídající lokálním minimům energetické křivky v závislosti na torzním úhlu θ kolem nekoncové vazby C—C identické, jak lze ukázat na příkladu butanu (viz obrázek). V případě tzv. synklinální konformace pro θ = 60° (energeticky rovná θ = 300°) je hodnota potenciální energie o něco vyšší, než v případě antiperiplanární konformace pro θ = 180°. Rotace na koncových C C vazbách v molekulách vyšších alkanů má díky trojčetné symetrii koncové methylové skupiny CH3 stejné vlastnosti jako v molekule ethanu. Synperiplanární konformace (nazývaná též plně zákrytová, θ = 0°) představuje absolutní energetické maximum, antiklinální konformace (částečně zákrytová, θ = 120° resp. θ = 240°) je nižším, lokálním maximem na energetické křivce.

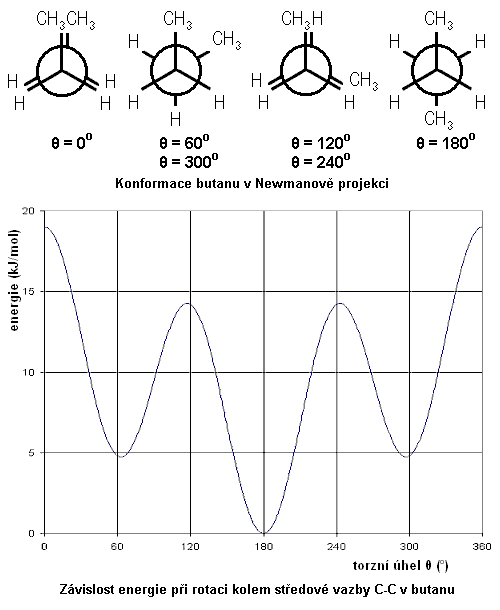
Konformace butanu

I zde platí, že volná rotace kolem vazby C—C je zachována, byť energetický rozdíl mezi absolutním minimem a absolutním maximem je v tomto případě vyšší, přibližně 19 kJ/mol. V případě n-butanu bude na prostřední vazbě C—C za normální teploty antiperiplanární konformaci zaujímat (opět v rozmezí ±30° kolem minima) přibližně 66 % molekul a každou ze zbývajících dvou výhodných synklinálních konformací vždy po přibližně 16 %.

## Názvosloví alkanů
Názvosloví alkanů je základem systematického názvosloví všech organických sloučenin, proto má mimořádný význam. Kořen názvu je tvořen kombinací z řeckých a latinských číslovek, které vyjadřují počet uhlíkových atomů v molekule, nebo v její základní části. Výjimku představují pouze jména čtyř prvních alkanů, která jsou převzata z historických důvodů z jejich triviálních (obecných) názvů.
V případě alkanů se ke kořeni názvu připojuje koncovka an.

### Alkany s lineárním řetězcem
První tři alkany s nerozvětveným řetězcem se nazývají pouhým základním názvem. Protože počínaje butanem mají alkany se stejným sumárním vzorcem více izomerů, tento samotný název obecně avšak nepřesně pojmenovává všechny izomerní látky, každá má však jiný systematický název. Pokud je zapotřebí vyjádřit, že se jedná právě o izomer s nerozvětveným řetězcem, předřazuje se jménu alkanu písmeno n (od slova normální), spojené s další částí jména pomlčkou. V následující tabulce jsou shrnuta jména všech nerozvětvených alkanů až do počtu jednoho sta uhlíkových atomů v molekule, spolu s jejich sumárními vzorci.

### Alkany s rozvětveným řetězcem
V počátcích organické chemie byly pro jednotlivé izomery s rozvětveným řetězcem vytvářeny zvláštní názvy a to buď triviální (odvozené většinou od jejich původu), nebo pomocí předpon od izomerního alkanu s přímým řetězcem. Tak např. druhý izomer n-butanu dostal jméno isobutan (iso od slova izomer). Dva izomery n-pentanu dostaly názvy isopentan a neopentan. Je zřejmé, že v případě vyšších alkanů tento systém pojmenovávání nebyl udržitelný.
Systematické názvosloví alkanů s rozvětveným řetězcem tvoří názvy podle následujících pravidel:
1. V molekule se vyhledá přímý řetězec s největším počtem uhlíkových atomů, který se prohlásí za základní.
  1. Pokud je takových řetězců více, zvolí se z nich za základní ten, ke kterému se pojí větší počet bočních řetězců.
  2. Pokud nelze rozhodnout podle předchozích pravidel, zvolí se za základní ten, u kterého mají polohy připojení vedlejších řetězců nižší čísla umístění (tzv. lokanty).
  3. Pokud nelze rozhodnout podle předchozích pravidel, zvolí se za základní ten, u kterého je větší počet uhlíkových atomů v nejkratších postranních řetězcích.
  4. Nelze-li ani teď rozhodnout, zvolí se za základní ten, u kterého je nejméně rozvětvený postranní řetězec.
2. Za základ názvu alkanu nyní vezmeme název z tabulky z předchozího odstavce (bez prefixu n) pro počet uhlíků v základním řetězci a s koncovkou -an.
3. Po zvolení základního řetězce se jeho atomy očíslují arabskými čísly (lokanty) tak, aby tato čísla použitá pro označení míst připojení postranních řetězců začínala co nejmenšími hodnotami.
4. Postranní řetězec pojmenujeme podobným způsobem s tou výjimkou, že místo koncovky an použijeme koncovku yl.
5. Názvy postranních řetězců seřadíme abecedně (bez ohledu počet stejných postranních řetězců).
6. Pokud se v molekule vyskytne více stejných postranních řetězců, předřadíme jejich názvu násobící prefix (di, tri, tetra, … atd.), vyjadřující jejich počet; pořadí názvů postranních řetězců se nemění.
7. Před názvy postranních řetězců s případnými násobícími prefixy předřadíme lokant (lokanty), který od sebe oddělíme čárkami bez mezer a od názvu pomlčkou; následuje-li další jiný postranní řetězec, připojí se za předchozí pomlčkou.
8. Je-li postranní řetězec také rozvětven, procedura se opakuje s tím, že celý název rozvětveného řetězce se uzavře do závorek.
9. Všechny názvy postranních řetězců se předřadí názvu základního řetězce, ke kterému se připojí bez interpunkce a bez mezery.

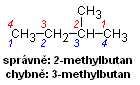
Nomenklatura isopentanu

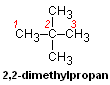
Nomenklatura neopentanu

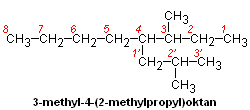
Nomenklatura rozvětveného alkanu

## Výskyt alkanů
Alkany patří k velmi rozšířeným organickým sloučeninám na Zemi i ve vesmíru.

### Výskyt na Zemi
V počátečním období vývoje Země jako planety bylo množství uhlovodíků v atmosféře i v nitru naší planety mnohem vyšší, než v současnosti.

#### Atmosféra Země
V současném ovzduší zeměkoule se nachází nepatrné množství methanu (řádově 10−4 %), který vzniká zejména biochemickými procesy, souvisejícími s činností metanogenních bakterií. Menší množství methanu i vyšších uhlovodíků se dostává do atmosféry též z ložisek ropy a zemního plynu.
Methan a všechny plynné uhlovodíky obecně patří ke skleníkovým plynům, které zvyšují teplotu atmosféry.

#### Minerální zdroje
Alkany, vedle cykloalkanů a aromatických uhlovodíků i dalších složitějších organických látek, tvoří nejpodstatnější složku zemního plynu a ropy, případně ozokeritu (zemního vosku) a asfaltu.

#### Biologické zdroje
Methan a další nižší alkany jsou produkovány některými druhy metanogenních bakterií (např. rodu Methanobacterium) při rozkladu organických látek.
Nižší kapalné alkany jsou obsaženy v silicích řady vyšších rostlin. Vyšší pevné alkany jsou součástí vosků rostlin chránících zejména pokožku listů nebo plodů i produktů některých druhů hmyzu (např. ve včelím vosku), či v různých sekretech některých živočichů.
U řady druhů hmyzu slouží některé alkany jako feromony.

### Výskyt ve vesmíru
Kromě atmosféry Země bylo nepatrné množství methanu detekováno též v atmosféře Marsu, což vedlo ke spekulacím, zda je biogenního nebo abiogenního původu; tato otázka dosud není uspokojivě vyřešena.
Značné množství methanu a vyšších uhlovodíků je obsaženo v atmosférách velkých planet Jupiteru, Saturnu, Uranu a Neptunu. Malé množství methanu je také přítomno v převážně dusíkové atmosféře planetky Pluto; v tomto případě však většina je ve zmrzlé formě jako sníh na jejím povrchu.
Směs různých alkanů spolu s dalšími organickými látkami je přítomna v atmosféře největšího Saturnova měsíce Titanu.
Methan a další uhlovodíky byl také spektroskopicky potvrzen v kómě komet a v mezihvězdných plynových oblacích.

## Vlastnosti alkanů

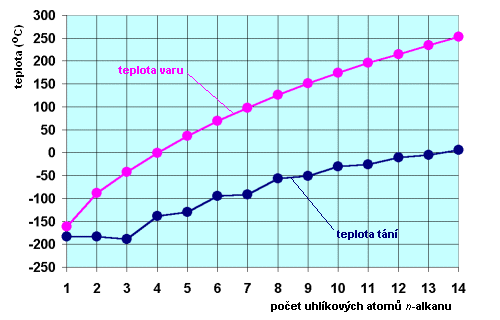
Teplota tání a varu n-alkanů

Vlastnosti těchto sloučenin, zejména fyzikální, značně závisí jednak na počtu uhlíkových atomů v jejich molekule, ale také na jejich struktuře, především na větvení jejích uhlíkatého skeletu.

### Fyzikální vlastnosti
S rostoucím počtem uhlíkových atomů roste monotónně teplota varu jednotlivých alkanů s přímým řetězcem uhlíkových atomů (viz graf). Stejně tak, ale poněkud pomaleji, roste i teplota tání. Nevětvené alkany s lichým počtem uhlíkových atomů mají nižší teploty tání, neboť jejich molekuly jsou v pevné fázi od sebe více vzdáleny, než je tomu u alkanů se sudým počtem uhlíků. Také větvení uhlíkového řetězce působí na prostorové uspořádání molekul vedle sebe v pevné a v kapalné fázi a proto ovlivňuje hodnoty teploty tání i teploty varu.
Methan až butan jsou za normální teploty plyny, n-pentan a n-hexan jsou vysoce těkavé látky s teplotou varu nižší než voda. n-Heptan až n-heptadekan jsou výševroucí kapaliny, přičemž s rostoucím počtem uhlíkových atomů roste jejich viskosita. Od n-oktadekanu (teplota tání 22 °) výše jsou to za normální teploty voskovité pevné látky.
S počtem uhlíků v molekule roste u n-alkanů také jejich hustota.
Alkany jsou elektricky nevodivé.

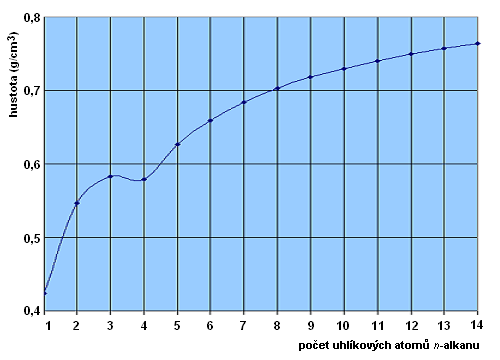
Hustota n-alkanů

Alkany jsou nepolární látky, s málo polarizovanými vazbami C—H, takže nemohou na rozdíl od vody tvořit vodíkové můstky. Vzhledem k tomu se prakticky nerozpouštějí ve vodě, velmi špatně v polárních rozpouštědlech (např. v ethanolu). Dobře se rozpouštějí v jiných nepolárních látkách.
Naopak kapalné alkany jsou velmi dobrými rozpouštědly nepolárních nebo málo polárních látek, zejména dobře se v nich rozpouštějí tuky.

### Chemické vlastnosti
Všechny alkany snadno reagují s kyslíkem, přičemž směs jejich par (plynů) se vzduchem reaguje explozivně. Při přebytku kyslíku se spalují na směs oxidu uhličitého a vody za současného vývinu značného množství tepla
2 CnH2n+2 + (3n+1) O2 → 2n CO2 + (2n+2) H2O.
Spalují-li se alkany s menším množstvím kyslíku, místo oxidu uhličitého vzniká oxid uhelnatý
2 CnH2n+2 + (2n+1) O2 → 2n CO + (2n+2) H2O.
S ještě menším množstvím kyslíku se uhlík nespaluje a mění se v elementární uhlík (saze)
2 CnH2n+2 + (n+1) O2 → 2n C + (2n+2) H2O.
Všechny tři uvedené reakce probíhají souběžně, navíc při nedokonalém spalování alkanů mohou být ve spalných plynech obsaženy jak původní chemické sloučeniny, tak uhlovodíky s menší molekulou (nasycené i nenasycené, případně i aromatické). Toto může být vážným problémem z hlediska ekologického při používání alkanů jako pohonných látek nebo topiv.
Působením elementárních halogenů a při osvětlování zejména ultrafialovým zářením dochází k substituci atomů vodíku atomy halogenu za vzniku halogenovaných uhlovodíků, tzv. halogenace. Tato reakce probíhá řetězovým mechanismem, u chloru a fluoru velmi bouřlivě, až explozivně. Podobně, ale obtížněji, reagují alkany i s bromem, ale s jodem nereagují vůbec.
Působením vysokých teplot a za přítomnosti katalyzátorů se vyšší alkany štěpí na kratší řetězce (podstata zvyšování podílu benzinových frakcí při zpracování ropy krakováním). Za přítomnosti katalyzátorů také může probíhat izomerizace n-alkanů na rozvětvené uhlovodíky (tzv. reforming), kterým se zlepšují antidetonační vlastnosti benzinu (oktanové číslo).

## Příprava alkanů
Čtyři nejnižší alkany se dají připravit z ropy destilací a následnou kondenzací v čistém stavu, směs vyšších izomerů prakticky nelze destilací rozdělit. Proto se připravují většinou ze složitějších látek chemickou cestou.
Nejjednodušším způsobem je hydrogenace nenasycených uhlovodíků alkenů (olefinů) nebo alkynů (acetylenů). Provádí se působením vodíku za přítomnosti katalyzátorů, většinou kovů platinové skupiny (platina, palladium) nebo skupiny železa (železo, nikl, kobalt), např.
CH2=CH2 + H2 → CH3–CH3.
Z primárních alkoholů se dají uhlovodíky připravit redukcí jodovodíkem
R–CH2OH + 2 HI → I2 + H2O + R–CH3.
Podobně se dají jodovodíkem redukovat i karboxylové kyseliny
R–COOH + 6 HI → 3 I2 + 2 H2O + R–CH3.
Práškovým zinkem s kyselinou solnou (v podstatě uvolněným vodíkem) je možno redukovat aldehydy
R–CH=O + 2 Zn + 4 HCl → 2 ZnCl2 + H2O + R–CH3
nebo ketony
R–CO–R″ + 2 Zn + 4 HCl → 2 ZnCl2 + H2O + R′–CH2–R″.
Jinou možností je rozklad alkalických solí karboxylových kyselin zahříváním s alkalickým hydroxidem, např.
R–COONa + NaOH → RH + Na2CO3,
přitom se uhlíkový řetězec zkrátí o jeden atom.
Naopak z halogenalkanů (především jodalkanů) lze působením práškového zinku připravit vyšší uhlovodíky s dvojnásobně dlouhým řetězcem uhlíků
2 R–I + Zn → ZnI2 + R–R.
Metod chemické přípravy je velice mnoho, zde jsou uvedeny jen ilustrativní případy.

## Použití alkanů
Největší množství alkanů, přesněji řečeno jejich směsí, se používá jako pohonné látky (benzín, motorová nafta, letecký petrolej, raketový petrolej), paliva (zemní plyn, propan-butan, lehké topné oleje) a jako mazadla. V chemickém průmyslu a laboratořích se různě vroucí směsi (např. petroleter, technický benzin) používají jako rozpouštědla především nepolárních látek, k extrakcím látek z přírodního či jiného materiálu, při jejich čištění krystalizací či při jiných způsobech dělení látek (chromatografii, vytřepávání apod.).
Čisté alkany slouží v organické chemii jako výchozí látky k chemickým syntézám. Některé slouží jako standardy (viz např. oktanové číslo, cetanové číslo).

## Vlastnosti uhlovodíků
| Název      | Teplota tání | Teplota varu | Skupenství | Hustota      | Molární hmotnost |
| ---------- | ------------ | ------------ | ---------- | ------------ | ---------------- |
| Methan     | −182,5       | −161,6       | Plyn       | 0,717 kg/m3  | 16,04 g/mol      |
| Ethan      | −181,8       | −89          | Plyn       | 1,282 kg/m3  | 30,07 g/mol      |
| Propan     | −187,7       | −42,1        | Plyn       | 2,0098 kg/m3 | 44,1 g/mol       |
| Butan      | −138,4       | −0,5         | Plyn       | 2,48 kg/m3   | 58,12 g/mol      |
| Pentan     | −129,8       | 36,1         | Kapalina   | 626 kg/m3    | 72,15 g/mol      |
| Hexan      | −95          | 69           | Kapalina   | 655 kg/m3    | 86,18 g/mol      |
| Heptan     | −90,61       | 98,42        | Kapalina   | 684 kg/m3    | 100,21 g/mol     |
| Oktan      | −57          | 125,52       | Kapalina   | 703 kg/m3    | 114,23 g/mol     |
| Nonan      | −53          | 151          | Kapalina   | 718 kg/m3    | 128,2 g/mol      |
| Dekan      | −27,9        | 174,1        | Kapalina   | 730 kg/m3    | 142,29 g/mol     |
| Undekan    | −26          | 196          | Kapalina   | 740 kg/m3    | 156,31 g/mol     |
| Dodekan    | −9,6         | 216,2        | Kapalina   | 750 kg/m3    | 170,34 g/mol     |
| Tridekan   | −5           | 234          | Kapalina   | 756 kg/m3    | 184,35 g/mol     |
| Tetradekan | 5,5          | 253          | Kapalina   | 763 kg/m3    | 198,39 g/mol     |
| Pentadekan | 9,9          | 269          | Kapalina   | 769 kg/m3    | 212,42 g/mol     |
| Hexadekan  | 18           | 287          | Kapalina   | 773 kg/m3    | 226,45 g/mol     |
| Heptadekan | 21           | 302          | Pevné      | 777 kg/m3    | 240,47 g/mol     |
| Oktadekan  | 29           | 317          | Pevné      | 777 kg/m3    | 254,50 g/mol     |
| Nonadekan  | 33           | 330          | Pevné      | 786 kg/m3    | 268,53 g/mol     |
| Ikosan     | 36,7         | 342,7        | Pevné      | 789 kg/m3    | 282,55 g/mol     |